# Bódhiszattvafogadalom
A bódhiszattva-fogadalom a mahájána buddhista irányzatban használatos fogadalom, amelyet minden érző lény javára tesznek a gyakorlók. Általánosságban véve bódhiszattvának tekintik azt, aki letette ezt a fogadalmat. Az ún. prátimoksa-fogadalom érvényét veszíti a halál után, a bódhiszattva-fogadalom viszont tovább él a következő életekben is. A bódhiszattva-fogadalomnak két hagyománya él: az egyik Aszangától, a másik Nágárdzsunától ered.

## Fogadalomtétel
A bódhiszattva-fogadalom az Avatamszaka-szútra végén található, amelyet egy Szamantabhadra nevű bodhiszattva írt. Az Útmutató a Bódhiszattva életmódhoz című szútrában Santidéva átvezeti az olvasót a bódhiszattvává válás ösvényén:
|  | „A korábbi Szugatákhoz hasonlóan a buddhák realizálták a megvilágosodott tudatot , és a bódhiszattva-gyakorlat Összes szintjét megvalósították, Én is ezt fogom tenni, minden érző lény javára, Létrehozom a megvilágosodott tudatot És a bodhiszattva gyakorlat Összes szintjét megvalósítom.” |
|  | |

## Mahájána

### Áttekintés
A mahájána buddhizmusban a bodhiszattvafogadalom a szamszárában folytonosan újjászülető összes érző lény megszabadítása érdekében történik.
Ehhez a buddhákhoz kell imádkozni és gyakorolni kell a magasabb morális és spirituális megvalósítást és mások szolgálatára kell cselekedni. A bodhiszattvák főleg a hat tökéletességet gyakorolják: nagylelkűség, odaadás (Dána), erény, moralitás, fegyelem, helyes viselkedés (Síla), türelem, tolerancia, kitartás, elfogadás (Ksánti), energia, szorgalom, életerő, erőkifejtés (Vírja), egypontú koncentráció, kontempláció (Dhjána), bölcsesség, belső látás (Pradnyá).

### Kelet-Ázsia
A bodhiszattvafogadalomhoz hasonlóan gyakorolják Kínában, Japánban és Koreában a következő négyrétű fogadalmat.
| kínai          | pinjin                         | hangul         | koreai                         | magyar                                                                                              |
| -------------- | ------------------------------ | -------------- | ------------------------------ | --------------------------------------------------------------------------------------------------- |
| 四弘誓願       | Sì hóng shì yuàn               | 사홍서원       | sza hong szo von               | A négy mindent felölelő fogadalom                                                                   |
| 眾生無邊誓願度 | Zhòng shēng wúbiān shì yuàn dù | 중생무변서원도 | csung szeng mu bjon szo von do | Lények tömege, korlátok nélkül, felesküdök, hogy megmentem [mindet].                                |
| 煩惱無盡誓願斷 | Fánnǎo wújìn shì yuàn duàn     | 번뇌무진서원단 | pon nö mu dzsin szo von dan    | Aggodalom [és] gyűlölet, [megtévesztő-vágyak] kimeríthetetlen, felesküdök, hogy lerombolom [mindet] |
| 法門無量誓願學 | Fǎ mén wúliàng shì yuàn xué    | 법문무량서원학 | pop mun mu rjang szo von hak   | Dharma kapuk mérték nélkül felesküdök, hogy megtanulom [mindet].                                    |
| 佛道無上誓願成 | Fó dào wúshàng shì yuàn chéng  | 불도무상서원성 | pul do mu szang szo von szong  | Buddha út, mindennél magasabb, felesküdök, hogy elérem.                                             |

### Tibet
A tibeti buddhizmus kétféle bodhiszattva vonal létezik. Az egyik az indiai buddhizmusból származó csittamátra mozgalom, amelyről úgy tartják, hogy Maitréja bodhiszattvától ered, amelyet később Aszanga terjesztett tovább. A másik a Madhjamaka mozgalom, amelyet Mandzsusrínak tulajdonítanak és amelyet később Nágárdzsuna, majd még később Santidéva terjesztett tovább. A két vonal közötti legjelentősebb különbség az, hogy a csittamátra vonalnál az esküt csak olyanok tehetik, akik korábban már letették a prátimoksa esküt.